# Koen Weuts
Koen Weuts est un footballeur belge né le 18 septembre 1990 à Lierre. Il évolue au poste de défenseur à Helmond Sport.

## Biographie
Avant de rejoindre l'OH Leuven, Weuts a joué avec les équipes de jeunes de Lyra et Lierse. A 16 ans, il dispute son premier match senior officiel pour le Lierse face à Anvers.